# Willy Planck
Willy Planck (* 12. Dezember 1870 in Stuttgart; † 17. März 1956 in Herrenberg) war ein deutscher Maler und Grafiker. Er gilt als einer der bedeutendsten und produktivsten deutschen Buchillustratoren der ersten Hälfte des 20. Jahrhunderts. Viele seiner Illustrationen wurden auch in den fremdsprachigen Ausgaben der Bücher verwendet, so dass der Künstler auch dem internationalen Publikum bekannt wurde.
Schon in frühen Jahren taub, gehört er zu den zeitlos modernen Illustratoren von Karl Mays Werken.

## Leben
Planck stammte aus der Familie des Nobelpreisträgers Max Planck. Er besuchte das Realgymnasium in Stuttgart bis zur sechsten Klasse und anschließend, von 1885, die kunstgewerbliche Fortbildungsschule. Zwischen 1887 und 1890 studierte er an der Kunstschule Stuttgart bei Albert Kappis, Jakob Grünenwald und Gustav Igler. In den Jahren 1891–1896 studierte er an der Kunstschule Karlsruhe bei Gustav Schönleber, Caspar Ritter, Claus Meyer und Leopold von Kalckreuth. Seit 1897 arbeitete er in Stuttgart hauptsächlich als Porträtmaler und Illustrator. Er malte auch manchmal Landschaften und Genrebilder. Die Sommer zwischen 1895 und 1899 (mit Ausnahme von 1898) verbrachte er regelmäßig in Rottenburg am Neckar, so dass er auch dort eine Reihe von Landschaftsgemälden und Porträts schuf und deswegen mit seinen Gemälden an der Zweiten Rottenburger Gemälde-Ausstellung (30. Mai bis 20. Juli in der Klause) 1914 teilnahm.

## Künstlerisches Schaffen
Als Maler bevorzugte Planck Figuren- und Landschaftsbilder in einer postimpressionistischen Manier, die an den schwäbischen Impressionismus erinnert.
Als Grafiker schuf Planck zunächst wirkungsvolle Arbeiten im Jugendstil. Später entwickelte er einen unverwechselbaren eigenen Stil, wobei er die Federzeichnung bevorzugte. Zu seinen bekanntesten Buchillustrationen zählen die Heidi- und die Karl-May-Bände. Die Illustrationen für die Karl-May-Bücher wurden auch in den niederländischen, polnischen und tschechischen Ausgaben verwendet. Willy Planck illustrierte u. a. folgende Bücher:
- Märchen aus Tausendundeiner Nacht, nacherzählt von Paul Benndorf, mit Bildern von Willy Planck, Loewes Verlag, Stuttgart 1948, 180 Seiten.
- Gustav Schwab: Sagen des klassischen Altertums. In freier Auswahl für die Jugend bearbeitet von Emil Engelmann, mit 3 Buntbildern von A. Zick und 3 Tonbildern von W. Planck. 36. Aufl., Loewes Verlag Stuttgart, um 1935, 216 Seiten.
- James Fenimore Cooper: Lederstrumpf-Erzählungen, für die Jugend bearbeitet von Oscar Höcker, mit 50 Textillustrationen, 5 mehrfarbigen und 5 zweifarbigen Bildern von Willy Planck, Loewes Verlag Stuttgart, um 1920, 376 Seiten.
- Johanna Spyri: Gritlis Kinder kommen weiter, 4. Aufl., Loewes Verlag, Stuttgart, 1940, ca. 260 Seiten.
- Johanna Spyri: Heidi kann brauchen, was es gelernt hat, mit Farbdruck- und 20 Textbildern von Willy Planck, Loewes Verlag Stuttgart, 1935, 140 Seiten.
- Johanna Spyri: Heimatlos. Zwei Geschichten für Kinder und solche, die Kinder lieb haben, mit 35 Bildern im Text von H. Susemihl und einem farbigen Titelbild von Willy Planck, Perthes Verlag Stuttgart, um 1920, 230 Seiten.
- Emma Carl: Kleine Geschichtchen, Illustrationen von Willy Planck, Loewes Verlag Stuttgart, um 1950, 32 Seiten.
- Eleanor Estes: Jane die mittlere Moffat, Erzählung für die Jugend, mit einem Titelbild und 25 Textbildern von Willy Planck, Herold Verlag Stuttgart, um 1952, 200 Seiten.
- Emil Frommel: Aus dem untersten Stockwerk, Eine Ergänzung zur „Familienchronik eines geistlichen Herrn“, mit acht Bildern von Willy Planck, Steinkopf Verlag Stuttgart, 1923, 140 Seiten.
- Suze la Chapelle-Roobol: Trotzkopf als Großmutter, mit 8 Tonbildern von Willy Planck, Gustav Weise Verlag Stuttgart, um 1910, 210 Seiten.
- Friedrich J. Pajeken: Andrew Brown, der rote Spion, Illustrationen von Willy Planck, Loewes Verlag Stuttgart, 1950, 184 Seiten.
- Friedrich J. Pajeken: Ein Held wider Willen, Erzählung aus dem Westen Nordamerikas, Illustrationen von Willy Planck, Meidingers Jugendschriften Verlag Berlin, 1930, 240 Seiten.
- Frances Hodgson Burnett: Der kleine Lord, für die Jugend bearbeitet von Rudolf Reichhardt, mit 2 Farbdruck- und 32 Textbildern von Willy Planck, Loewes Verlag Stuttgart, um 1935, 192 Seiten.
- Fritz Strauß: Die glitzernde Welle, Eine Erzählung aus den Wäldern Südamerikas, mit Vollbildern von Willy Planck, Loewes Verlag, Stuttgart, um 1925, 128 Seiten.
- Ludwig Bechsteins Märchenbuch, 192 Seiten, mit 2 Farbdruck-, 7 Voll- und 32 Textbildern von Willy Planck. 47. Ausgabe. Loewes Verlag. Stuttgart, ca. 1925.
- Henny Koch: Allerlei Lustiges für unsere Buben und Mädels. Erzählungen. Illustrationen von Willy Planck, Gustav Weise Verlag, Stuttgart, 1907.
- Henny Koch: Aus sonnigen Tagen. Mit 4 Bildern von Willy Planck, Union Deutsche Verlagsgesellschaft, Stuttgart, Berlin, Leipzig, ca. 1920.
- Henny Koch: Glory. Eine lustige deutsche Mädelgeschichte. Illustrationen von Willy Planck, Loewes Verlag, Stuttgart, 1921.